# Dryopteris rubiginosa
Dryopteris rubiginosa är en träjonväxtart som först beskrevs av Brackenr., och fick sitt nu gällande namn av O. Kze. Dryopteris rubiginosa ingår i släktet Dryopteris och familjen Dryopteridaceae. Inga underarter finns listade.

## Bildgalleri

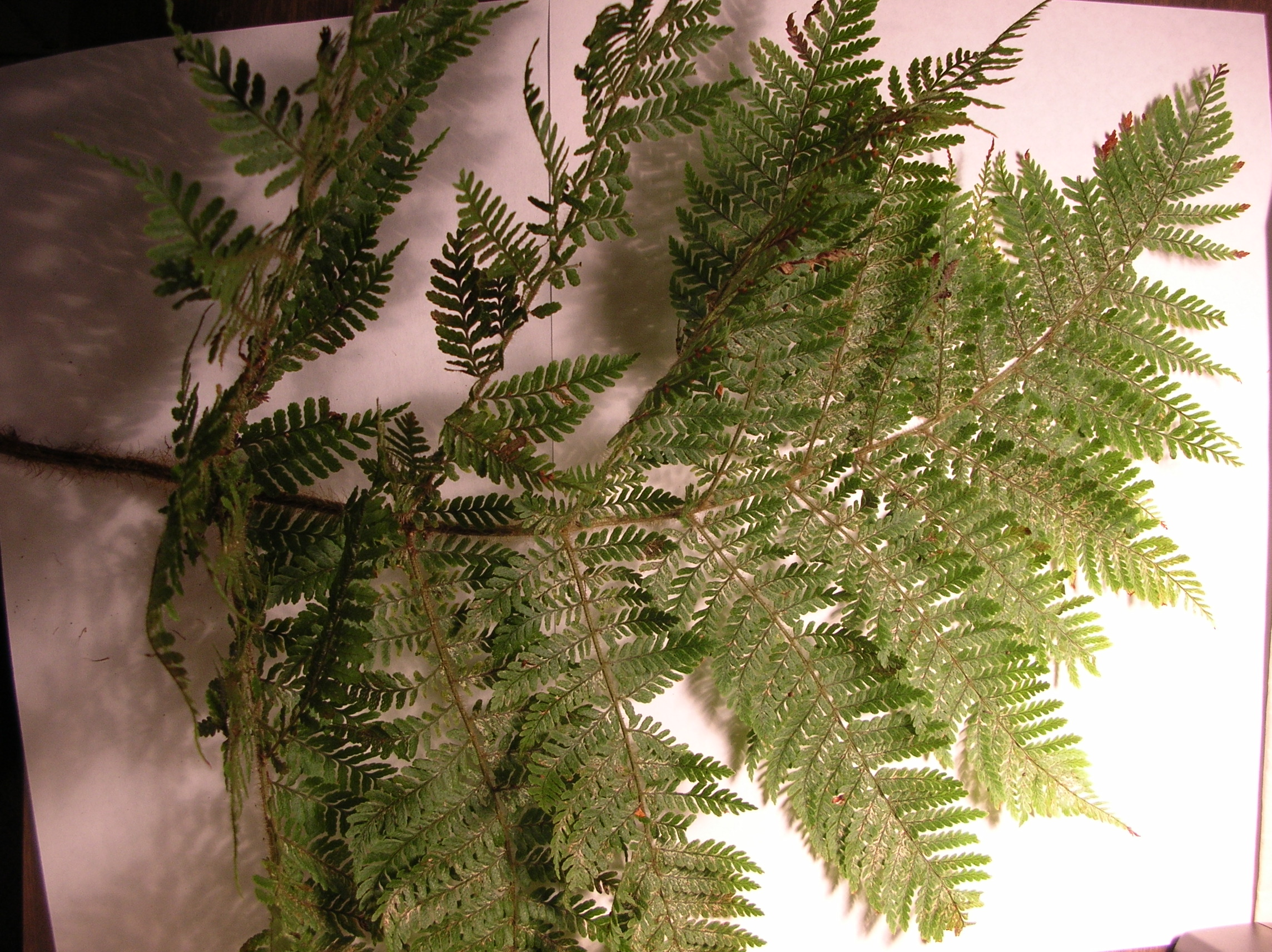
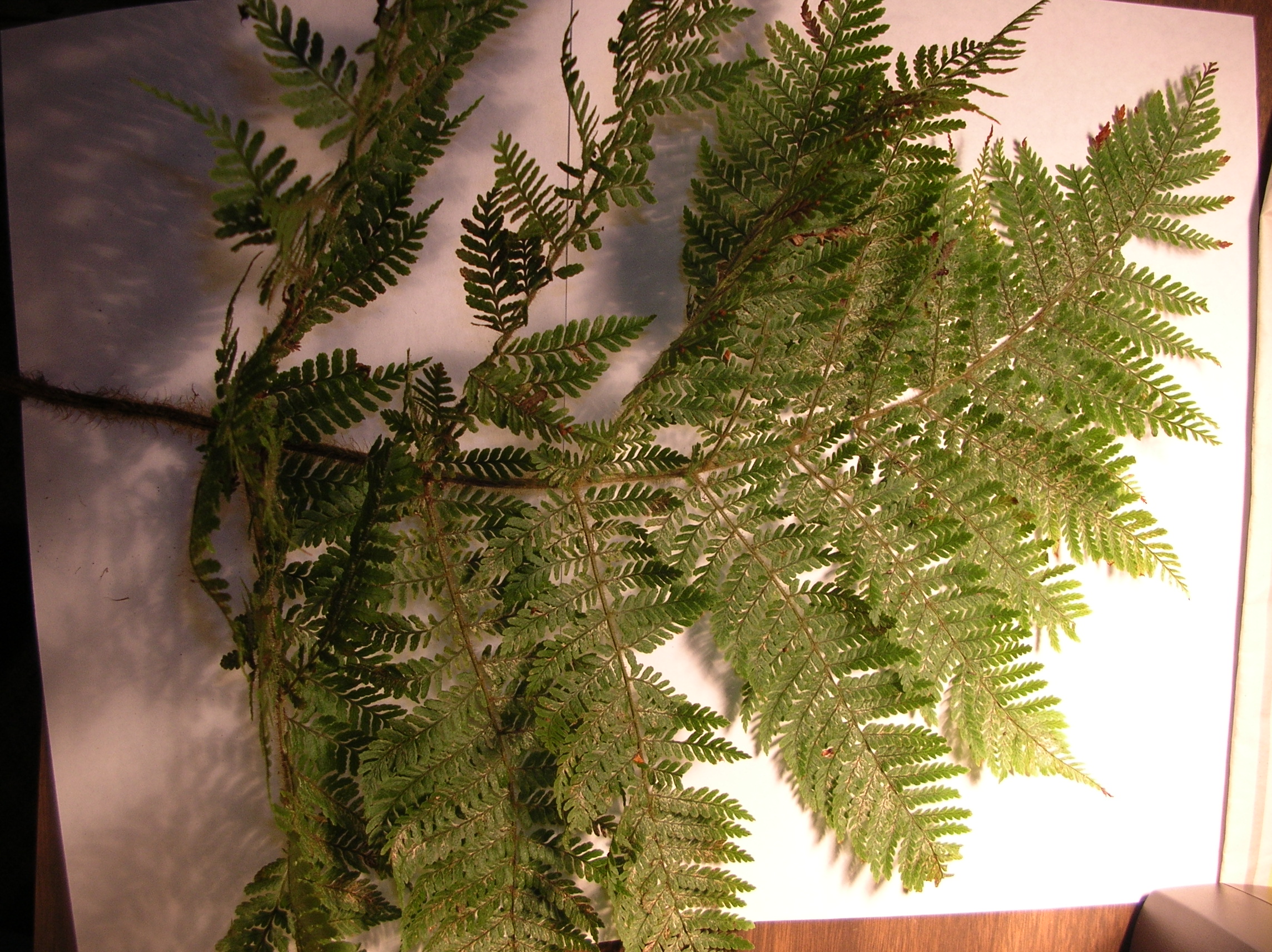
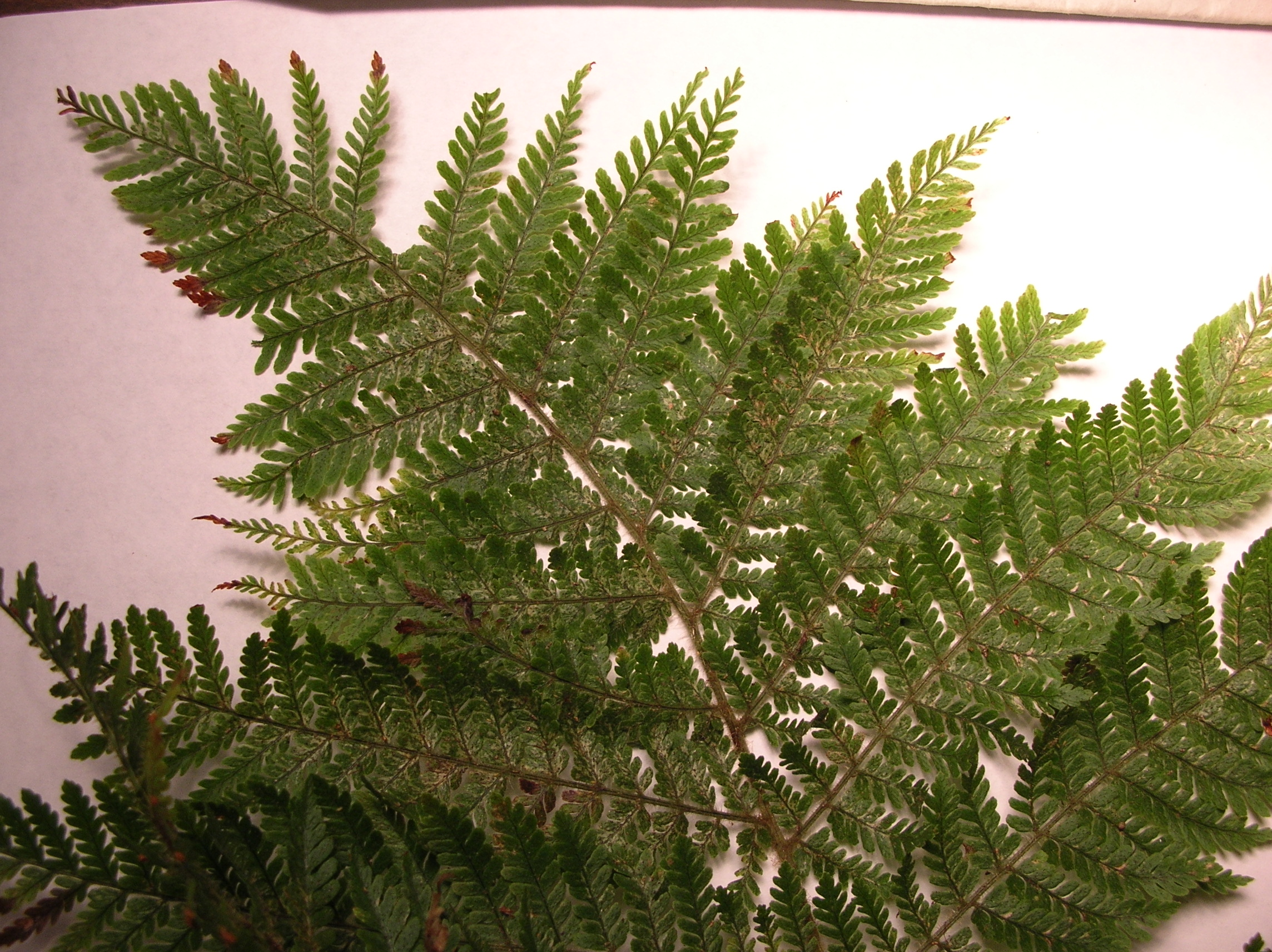
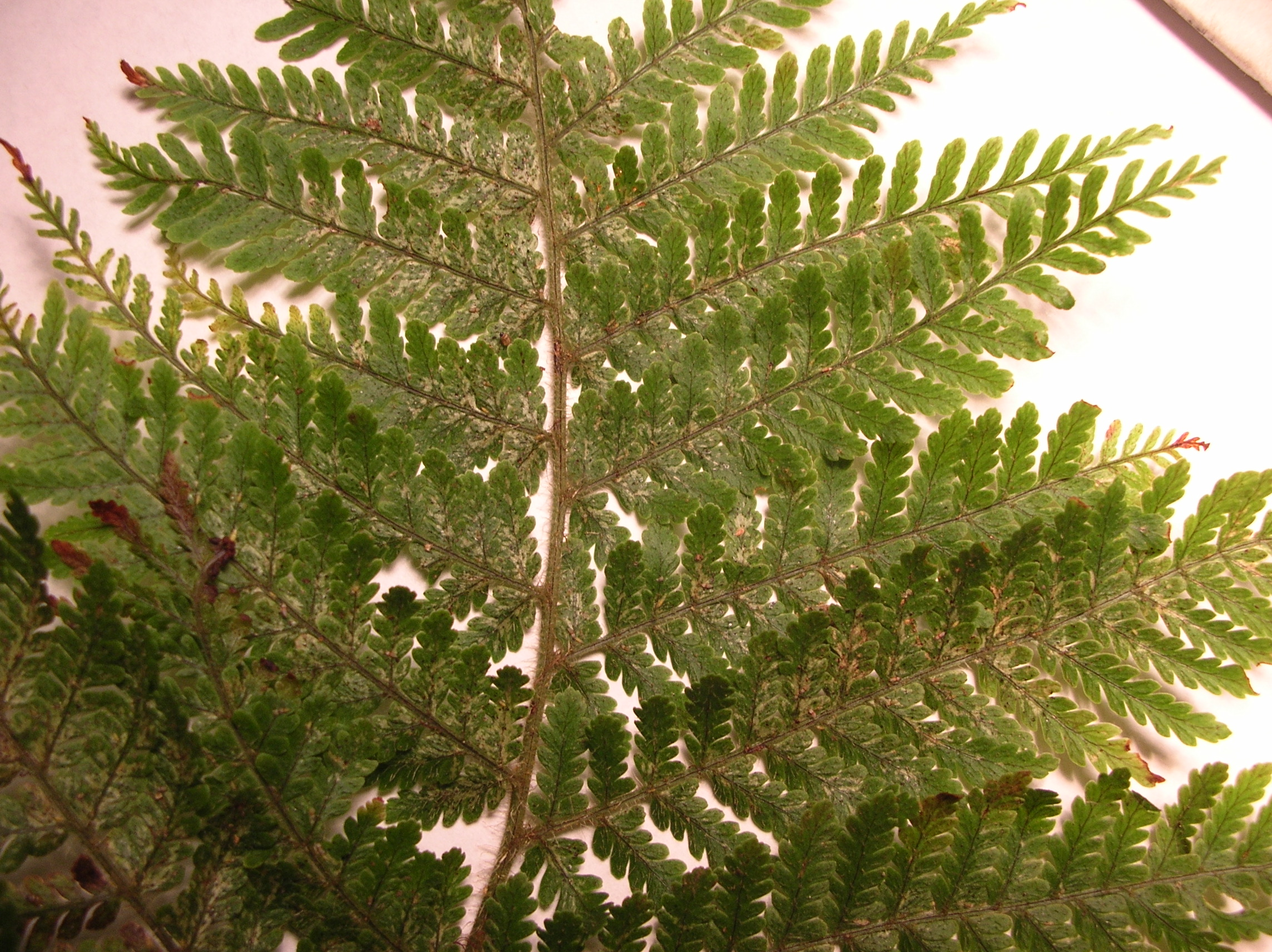
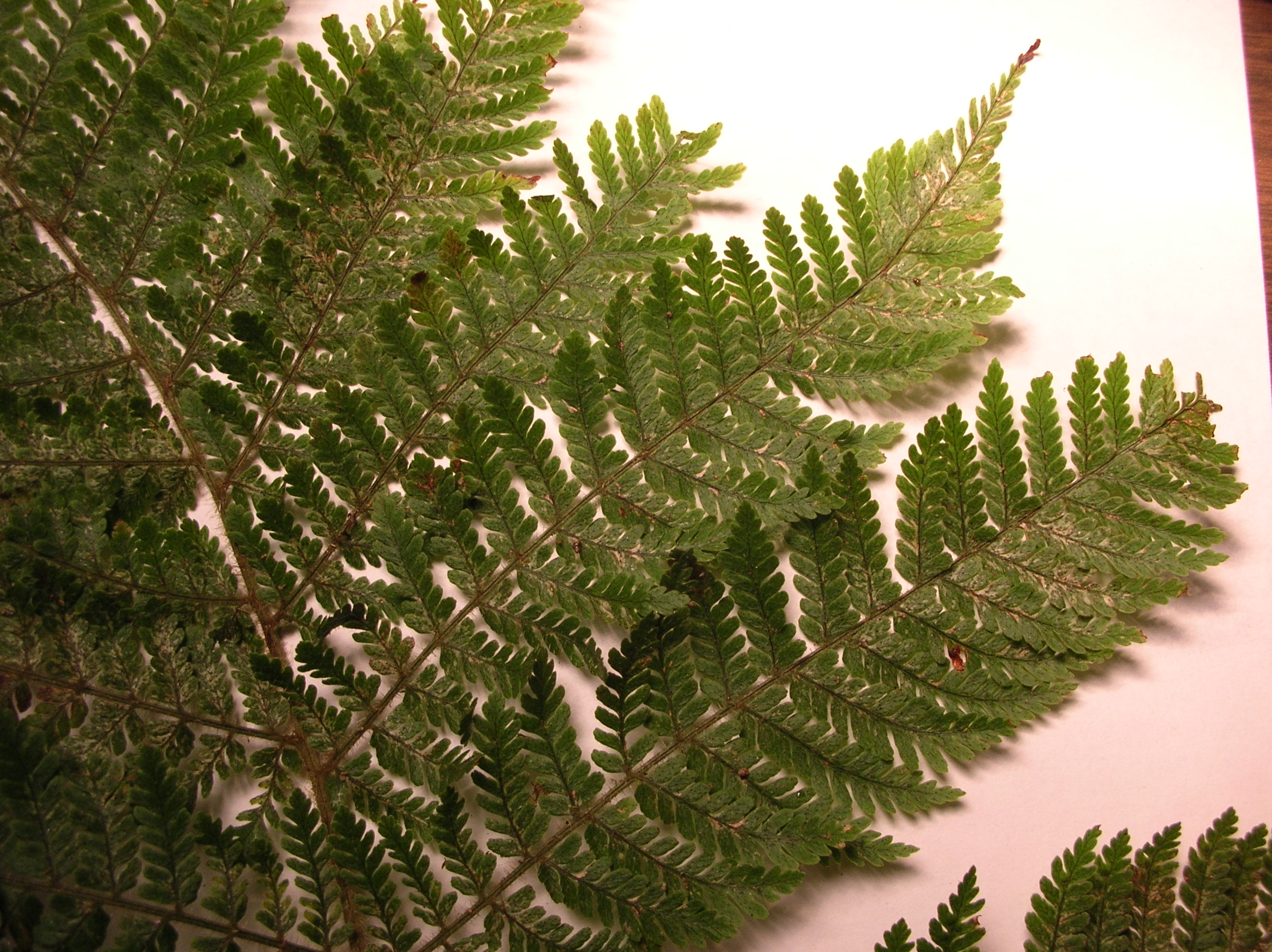
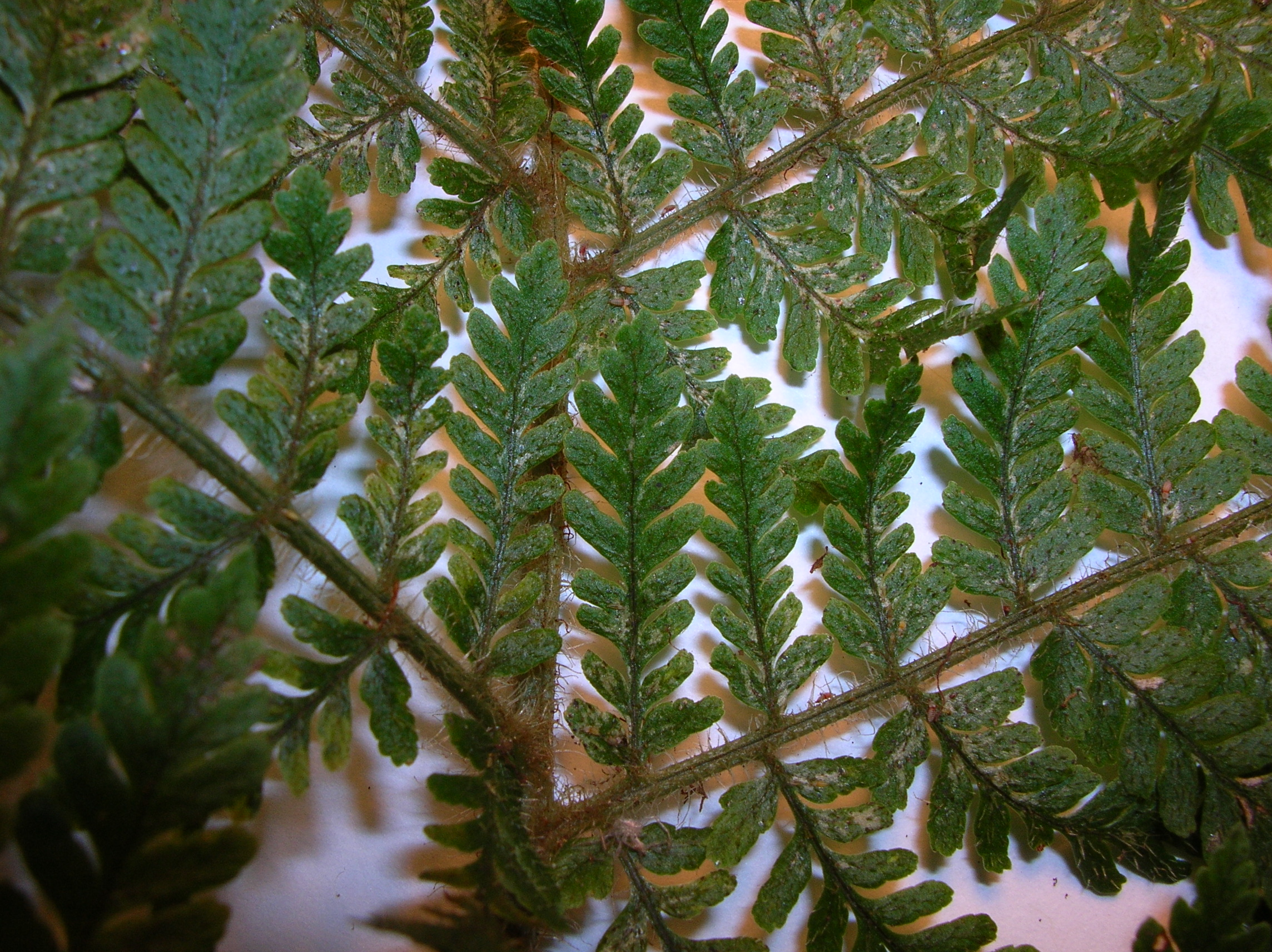